# Kishore Sahu
Kishore Sahu (22 novembre 1915 – Bangkok, 22 agosto 1980) è stato un regista, sceneggiatore, produttore cinematografico  e attore indiano.

## Filmografia

### Regista
- Kunwara Baap (1942)
- Raja (1943)
- Shararat (1944)
- Veer Kunal (1945)
- Sindoor (1947)
- Sajan (1947)
- Nadiya Ke Paar (1948)
- Sawan Aya Re (1949)
- Kali Ghata (1951)
- Mayurpankh (1954)
- Hamlet (1954)
- Kismet Ka Khel (1956)
- Bade Sarkar (1957)
- Dil Apna Aur Preet Parai (1960)
- Grahasti (1963)
- Ghar Basake Dekho (1963)
- Poonam Ki Raat (1965)
- Hare Kanch Ki Chooriyan (1967)
- Pushpanjali (1970)
- Dhuen Ki Lakeer (1974)

### Sceneggiatore
- Mayurpankh (1954)
- Dil Apna Aur Preet Parai (1960)
- Hare Kanch Ki Chooriyan (1967)
- Aurat (1967)
- Teen Bahuraniyan (1968)
- Pushpanjali (1970)

### Produttore
- Bahurani (1940)
- Sawan Aya Re (1949)
- Hamara Ghar (1950)
- Kali Ghata (1951)
- Mayurpankh (1954)
- Poonam Ki Raat (1965)
- Hare Kanch Ki Chooriyan (1967)
- Pushpanjali (1970)